# 五里牌镇 (郴州市)
五里牌镇，是中华人民共和国湖南省郴州市苏仙区下辖的一个乡镇级行政单位。

## 行政区划
五里牌镇下辖以下地区：
五里牌社区、红五星村、张家冲村、鳌头岭村、牛形坳村、湾门前村、柘源村、舒源村、街洞村、罗家村、洞尾村和秧塘村。

## 交通
- 京广铁路：街洞站